# 波內貝利
50°40′54″N 26°8′29″E / 50.68167°N 26.14139°E

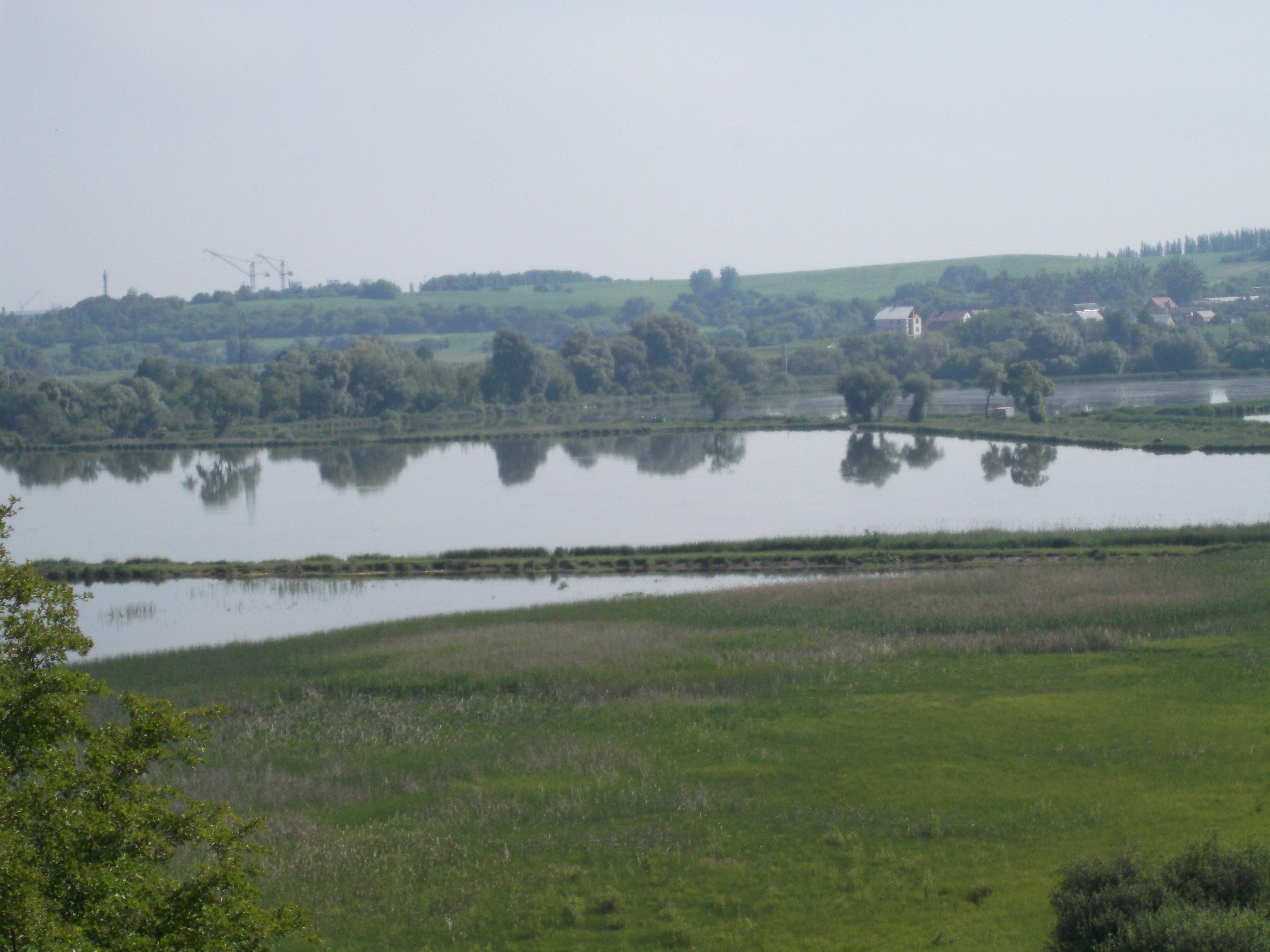
村内池塘

波内贝利（烏克蘭語：Понебель），是烏克蘭西北部里夫内州里夫内区霍羅多克市鎮的村落。面積0.38平方公里，海拔高度198米，2001年人口362，人口密度每平方公里952.6人。